# Эрху
Эрху (кит. 二胡), эрхуцинь (кит. эр — два, ху — смычковый) — старинный китайский смычковый музыкальный инструмент с двумя металлическими струнами. Основная разновидность хуциня. Тетиву смычка во время игры музыкант натягивает пальцами правой руки, а сам смычок закреплен между двумя струнами, составляя с эрху единое целое. При игре пальцами левой руки используется поперечное вибрато, когда струна как будто бы продавливается вниз, чему способствует сама конструкция круглого грифа, над которым укреплены струны. Связанный со струнами смычок довольно трудно «канифолить», но китайские музыканты капают расплавленную канифоль на верхнюю часть деревянного цилиндрического резонатора. Когда канифоль застынет, о неё «канифолят» смычок. Цилиндрический резонатор снабжён мембраной из кожи питона.
Несмотря на повсеместное распространение в современном Китае, эрху не является и не считается исконно ханьским инструментом.

## История и этимология
Эрху является одним из адаптированных среднеазиатских инструментов. В Китае эрху впервые появляется во времена династии Тан.
Считается, что эрху произошел от инструмента сицинь (кит. 奚琴). Словом си (кит. 奚) по-китайски называли древний монгольский народ татабы, проживавший на северо-востоке нынешнего Китая, а цинь — цитра, семиструнный щипковый музыкальный инструмент типа настольных гуслей.
Первый иероглиф названия эрху — эр (кит. 二, пиньинь èr) — указывает на то, что у инструмента всего две струны. Другой вариант толкования указывает на то, что эрху является вторым по высоте тона после гаоху в современном китайском оркестре.
Второй иероглиф — ху (кит. 胡, пиньинь hú) указывает на одно из пяти варварских княжеств либо в целом на «дикие» народы.

## Музыка для эрху
Известным композитором, писавшим для эрху, является Лю Тяньхуа — китайский музыкант, который также изучал западную музыку. Он написал 47 упражнений и 10 сольных пьес для эрху, которые позволили использовать инструмент как сольный. Его популярные произведения для эрху: Юэе (кит. 月夜, пиньинь Yuè yè, буквально: «Лунная ночь») и Чжуиняохун (кит. упр. 烛影摇红, пиньинь Zhú yǐng yáo hóng, буквально: «Мерцающие красные тени свечей»).
С 1920-х годов инструмент начал употребляться в музыке, которая в той или иной степени ориентирована на западную академическую традицию. Польский академический композитор Кшиштоф Пендерецкий использовал эрху в партитуре своей Шестой Симфонии (2008—2017), имеющей подзаголовок «Китайские песни».
Сегодня эрху используется преимущественно при исполнении народной и традиционной китайской музыки, как в качестве сольного инструмента, так и в ансамбле. Используется также в оркестре, в том числе в музыкальном сопровождении китайской оперы.
Эрху используется в музыке канадской развлекательной компании Cirque du Soleil и в сольных выступлениях популярной труппы Shen Yun Performing Arts (творческий коллектив классического китайского танца и музыки, основанный последователями духовного движения Фалуньгун в 2006 году в Нью Йорке).
К эрху обратились и некоторые рок-музыканты. В частности, на эрху играет основатель и фронтмен американской группы Hsu-nami Джек Сю. Также инструмент используется украинским коллективом Flёur.

## Известные исполнители
- Лэй Цян